# جانی واکر (دوچرخه‌سوار)
جانی واکر (اسپانیایی: Johnnie Walker‎؛ زادهٔ ۱۷ مارس ۱۹۸۷) دوچرخه‌سوار اهل استرالیا است.
وی عضو تیم‌های سونیر دوال-پرودیر و تیم دوچرخه‌سواری دراپاک بوده است.